# Зденка Феђвер
Зденка Феђвер (Вуковар, 2. март 1950) је књижевница и блогерка SOinfo.org портала која живи и ствара у Сомбору. Пише поезију и прозу.

## Биографија
Зденка Феђвер је рођена 1950. године у Вуковару, а од 1955. године живи у Сомбору.
Заступљена је у више зборника, уврштена је у петнаест антологија, петнаест едиција новосадске Пчесе и у Лексикон уметника Војводине. Песме и приче су јој превођене на мађарски, албански, турски, бугарски, македонски, словачки језик и Брајево писмо.
Члан је Друштва књижевника Војводине.

### Поезија
- У двадесетпетом часу (Титоград, 1983)
- Одузето време (Параћин, 1989)
- Време одузето (Параћин, 1989), друго, допуњено издање
- Одраз (Сомбор, 2001)

### Кратке приче
- Пуфнице и јежеви (Сента, 2006)
- Ех (Сомбор, 2010)
- Пртине (Сомбор, 2016)

## Награде
Добитник је награде Златно перо Раванграда, 2019. године, које додељује Културни центар „Лаза Костић“ и Удружење грађана „Раванградско пролеће“ из Сомбора.
На XXII конкурсу за најкраћу кратку причу, који је организовала издавачка кућа „Алма”, прича „Супа“ Зденке Феђвер освојила је трећу награду. Приче су објављене 2023. године у зборнику Певач на крову - Најлепша остварења са XXII конкурса за најкраћу кратку причу који је приредио Ђорђе Оташевић.